# Конрад I Глогувський
Конрад I Глогувський (1228/1231 — 1273/1274) — князь Вроцлавський в 1248 році, Легницький в 1248—1249 роках, Глогувський в 1251—1273/1274 роках.

## Життєпис
Походив з роду Сілезьких П'ястів. Був четвертим сином Генрика II, верховного князя Польщі, й Ганни (доньки богемського короля Пржемисла I Оттокара). Народився у 1228 або 1231 року. У 1241 році його батько загинув в битві при Легниці з монгольськими військами. Разом з молодшим братом Владиславом опинився під опікою старшого брата Болеслава. З метою уникнути дроблення батьківських земель його, за згодою матері, відправили вчитися до Парижу, розраховуючи, що він обере духовну кар'єру.

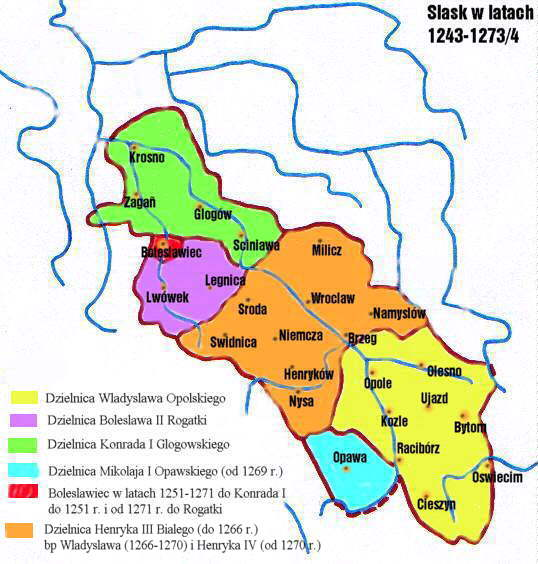
Князівство Глогувське (позначено зеленим)

У 1248 році, дізнавшись про розподіл батьківських земель між старшими братами Болеславом II і Генріхом III, Конрад повернувся і зажадав свою частку. Болеслав II спробував умовити його замість цього стати єпископом Пассауським, але невдало. Побоюючись за своє життя, Конрад втік до свояка — Пшемисла I, князя великої Польщі (чоловіка сестри Конрада — Єлизавети). Останній на чолі війська вдерся до Сілезії, де переміг військо Болеслава II, який потрапив у полон. Після цього Конрад став князем Глогувським (де під час війни спорудив фортецю Битом), власним Жагані, а Генріх III повернув Вроцлавське князівство, під владою Болеслава II залишилися Легницьке князівство.
В подальшому відносини між братами Конрадом I, Генріхом III і Болеславом II залишалися складними. У 1251 році Конрад I захопив брата Генріха III, вимагаючи від того допомоги у війні з Болеславом II. Останній вимушений був погодитися. В результаті військових дій проти Болеслава II князь Глогувський приєднав до своїх володінь містечка Любйонж, Сядовель, Сцинаву. 1252 року отримав лицарський статус в Познані від Пшемисла I, чим можливо бажав підкреслити союз з Великою Польщею. Зацим спільно з Пшемислом I розпочав військові дії проти Генріха III, але без значного успіху. Разом з тим у 1253—1254 роках виступав за дипломатичне вирішення конфлікту Пшемислава I і Генріха III, але це не дало результату, оскільки перший був союзником Угорщини, а другий — Богемії, а обидва королівства мали тривалий конфлікт.
У внутрішній політиці він заохочував переселення в свої землі німецьких колоністів, сприяв отриманню Глогувом 1253 року магдебурзького права. У відносинах з церквою Конрад I підтримував енергійного вроцлавського єпископа Томаша I в питанні про церковне імунітет. У 1257 році князь Глоргувський захопив Болеслав II, який змушений був відпустити Томаша I (того було схоплено у 1256 році) і сплатити значний штраф.
1260 року Конрад I налагодив союзні стосунки з Пржемислом Оттокаром II, королем Богемії, та усіма сілезькими князями з огляду на небезпеки з боку військ Золотої Орди, що 1259 року сплюндрували Сандомирське князівство і Малу Польщу. У 1268 році князь Глогувський почав порушувати видані ним самим привілеї церкві, скориставшись відсутність обраного єпископа. Зрештою призвело до конфлікту з новим вроцлавським єпископом Томашем II, якого обрано 1270 року. Але зрештою Конрад I змушений був підтвердити усі раніше надані привілеї.
Наприкінці життя заклав костел в Зелена-Гурі, присвячений своїй бабці Святій Ядвізі. Костел було завершено через 20 років після його смерті його сином Генріхом III. Помер у 1273 або 1274 році. Спочатку Глогувським князівством спільно правили його сини, але потім стався його поділ.

## Родина
1. Дружина — Соломія, донька Владислава Одонича, князя Великої Польщі
Діти:
- Анна (1250/1252 — 1271), дружина Людвіг II Віттельсбаха, герцога Верхньої Баварії
- Генріх (1251/1260—1309), князь Глогувський
- Конрад (1252/1265—1304), князь Жаганський
- Євфімія (1254—до 1275), дружина Альбрехта I, графа Горіци
- Пшемисл (1255/1265—1289), князь Сцинавський
- Ядвіга (бл. 1265—1318), абатиса монастиря Св. Клариси у Вроцлаві

2. Дружина — Софія, донька Дітриха II Веттіна, маркграфа Ландсберга
дітей не було